# أوستين أبوت
اوستين ابوت (18 ديسمبر 1831 - 19 أبريل 1896) (بالإنجليزية: Austin Abbott)‏. هو روائي ومحام أمريكي. وهو ابن الكاتب جاكوب ابوت. وهو على الأرجح معروف بأنه المستشار القانوني للحكومة في محاكمة تشارلز جيتو لاغتياله الرئيس الأمريكي جايمس جارفيلد. وإلى جانب عمله القانوني، فله كتب عديدة من ضمنهم روايات.